# Axinaea colombiana
Axinaea colombiana är en tvåhjärtbladig växtart som beskrevs av Gustavo Lozano-Contreras och Alvear. Axinaea colombiana ingår i släktet Axinaea och familjen Melastomataceae.
Artens utbredningsområde är Colombia. Inga underarter finns listade i Catalogue of Life.